# Вальверде-де-Бургільйос
Вальверде-де-Бургільйос (ісп. Valverde de Burguillos) — муніципалітет в Іспанії, у складі автономної спільноти Естремадура, у провінції Бадахос. Населення — 322 особи (2010).
Муніципалітет розташований на відстані близько 340 км на південний захід від Мадрида, 70 км на південний схід від Бадахоса.

## Демографія
Динаміка населення (INE ):